# شینیچی ترادا
شینیچی ترادا (انگلیسی: Shinichi Terada؛ زادهٔ ۱۰ ژوئن ۱۹۸۵) بازیکن فوتبال اهل ژاپن است.
از باشگاه‌هایی که در آن بازی کرده‌است می‌توان به باشگاه فوتبال گامبا اوساکا اشاره کرد.